# Barbara Chase-Riboud
Barbara Chase-Riboud (nascida em 26 de junho de 1939, Filadélfia, Pensilvânia, EUA) é uma artista visual e escultora americana, romancista best-seller e poetisa premiada.
Depois de se estabelecer como escultora e poetisa, Chase-Riboud ganhou amplo reconhecimento como autora de seu romance Sally Hemings (1979). Ganhou o Prêmio Janet Heidinger Kafka de Ficção e se tornou um sucesso internacional.
O romance de Chase-Riboud sobre Sally Hemings gerou discussão sobre a provável relação entre a jovem escravizada e seu mestre, Thomas Jefferson, que se tornou presidente dos Estados Unidos. Os historiadores da linha principal rejeitaram o retrato de Chase-Riboud e persuadiram a CBS a não produzir uma minissérie de TV planejada adaptada do romance. Após uma análise de DNA de descendentes em 1998, a relação entre Jefferson e Hemings é amplamente aceita pelos historiadores como um fato, incluindo aqueles que se opuseram antes.

## Infância e educação
Barbara Chase nasceu na Filadélfia, Pensilvânia, filha única de Vivian May Chase, uma técnica em histologia, e Charles Edward Chase, um empreiteiro. Chase demonstrou um talento precoce para as artes e começou a frequentar a Fleisher Art Memorial School aos oito anos de idade. Ela foi suspensa do ensino médio após ser acusada, por engano, de plagiar seu poema "Autumn Leaves". Ela frequentou a Philadelphia High School for Girls de 1948 a 1952, graduando-se summa cum laude. Durante a formatura, foi lido seu texto "Of Understanding". Ela continuou seu treinamento na Philadelphia Museum School of Art.
Em 1956, Chase recebeu o título de Bacharel em Belas Artes pela Escola de Artes e Arquitetura da Universidade de Temple. Nesse mesmo ano, Chase ganhou uma bolsa John Hay Whitney para estudar na American Academy em Roma por 12 meses. Lá, ela criou suas primeiras esculturas de bronze e expôs seus trabalhos. Nessa época, ela viajou para oEgito, onde descobriu a arte não europeia. Em 1960, Chase completou um mestrado em belas artes da Escola de Design e Arquitetura da Universidade Yale. Ela é a primeira mulher afro-americana a receber o diploma de mestre em belas artes da Universidade de Yale. Após concluir seus estudos, Chase trocou os Estados Unidos por Londres, depois Paris.

## Carreira
Chase-Riboud é uma aclamada escultora, poeta e romancista. Ela trabalhou em uma variedade de mídias ao longo de sua longa carreira.

### Artes visuais
Na Escola de Artes e Arquitetura da Universidade de Temple, Chase estudou com Boris Blai e foi "instruída em escultura, pintura, design gráfico, gravura, teoria da cor e restauração". Ela também estudou desenho anatômico na Escola de Medicina da Universidade Temple.
As esculturas abstratas modernas de Chase-Riboud geralmente combinam os metais rígidos e duráveis de bronze e alumínio com elementos mais macios feitos de seda ou outro material têxtil. Usando o método de microfundição, Chase-Riboud esculpe, dobra e manipula grandes folhas de cera antes de moldar os desenhos feitos à mão. Ela então derrama o metal para produzir o trabalho em metal, que derrete a escultura de cera original. O metal acabado é então combinado com fios de material, que são manipulados em nós e cordões, e muitas vezes servem de base para a parte de metal de suas esculturas, incluindo as das "Malcom X Steles".
Em 1955, sua xilogravura Reba foi exibida na Carnegie Hall Gallery como parte da exposição It's All Yours (patrocinada pela revista Seventeen). Esta xilogravura foi posteriormente adquirida pelo Museu de Arte Moderna de Nova Iorque.
O anuário Templar da Temple University publicou quatorze de suas xilogravuras em 1956. Ela criou suas primeiras esculturas de fundição direta enquanto estava na American Academy em Roma em 1957. Em 1958, Chase começou a fazer experiências com esculturas de bronze, usando técnicas de fundição por cera perdida.
Sua primeira exposição individual foi na Galleria L'Obelisco no Festival dei Due Mondi de Espoleto na Itália em 1957. Sua primeira exposição em um museu na Europa foi realizada no MOMA Paris em 1961. Sua primeira exposição individual em Paris foi na Galerie Cadran Solaire em 1966.
Sua primeira comissão pública foi uma fonte, concluída em 1960 para o Wheaton Plaza em Wheaton, Maryland. Esta fonte foi formada a partir de alumínio prensado e incorporou formas abstratas, som e efeitos de luz para adicionar à visão da água caindo.
No final dos anos 1960, Chase-Riboud começou a atrair grande atenção para sua escultura. Nancy Heller descreve seu trabalho como "esculturas surpreendentes de três metros de altura que combinam poderosas formas abstratas de bronze fundido com véus de cordas de fibra feitas de seda e lã".
Chase-Riboud e Betye Saar foram as primeiras mulheres afro-americanas a expor no Whitney Museum of American Art, após protestos organizados por Faith Ringgold para obter mais reconhecimento de artistas negras. Sua peça The Ultimate Ground foi apresentada na exposição Contemporary American Sculpture.
Em 1971, Chase-Riboud foi apresentada junto com outros quatro contemporâneos em Five, um documentário sobre artistas afro-americanos. O segmento sobre Chase-Riboud mostrava sua instalação em 1970 na Betty Parsons Gallery, além da artista trabalhando em seu estúdio.
Em 1996, Chase-Riboud estava entre os artistas comissionados para obras de arte no Monumento Nacional do Cemitério Africano em Lower Manhattan. Seu memorial de bronze de 5 metros e meio, Africa Rising, foi instalado no Ted Weiss Federal Building em 1998. Chase-Riboud também escreveu um poema com o mesmo nome da escultura.
Continuando a trabalhar como escultora ao longo de sua vida, Chase-Riboud cria desenhos e esculturas que são exibidos e colecionados por museus como o Whitney Museum of Modern Art, em Nova York, o Newark Museum, em Nova Jersey, o Tehran Museum of Contemporary Art, Irã, e o Metropolitan Museum of Art, Nova York. Durante setembro de 2013 a janeiro de 2014, ela exibiu obras de arte de cinquenta anos na exposição do Museu de Arte da Filadélfia: Barbara Chase-Riboud: The Malcolm X Steles. A exposição viajou para o Berkeley Art Museum & Pacific Film Archive de 12 de fevereiro a 28 de abril de 2014.
Seu trabalho foi apresentado na exposição de 2015 We Speak: Black Artists in Philadelphia, 1920s-1970 no Museu de Arte de Woodmere.
Seu trabalho está em grandes coleções corporativas e museus, como o Metropolitan Museum of Art e o MOMA, em Nova York; Centro Pompidou, Paris; Fundação Geigy, Nova York; e Fundação Lannan, Los Angeles.

### Carreira literária
Chase-Riboud recebeu inúmeras homenagens por sua obra literária, incluindo o Prêmio Carl Sandburg de poesia e o prêmio de conjunto de obras da Women's Caucus for Art. Em 1965, ela se tornou a primeira mulher americana a visitar a República Popular da China após a revolução. Em 1996, ela foi condecorada pelo governo francês e recebeu a Ordre des Arts et des Lettres.
Chase-Riboud alcançou reconhecimento internacional com a publicação de seu primeiro romance, Sally Hemings (1979). O romance foi descrito como a "primeira imaginação completa" de Hemings e sua vida como escrava, incluindo seu relacionamento de concubina com o presidente estadunidense Thomas Jefferson. Além de estimular considerável controvérsia, já que os principais historiadores da época negaram o relacionamento e os filhos mestiços que ela teve com Jefferson, o livro rendeu a Chase-Riboud o Prêmio Janet Heidinger Kafka de melhor romance escrito por uma americana. Vendeu mais de um milhão de cópias em capa dura. Foi relançado em 1994. Foi publicado em brochura em 2009, junto com seu romance, Pressident's Daughter (1994), sobre Harriet Hemings, filha de Hemings e Jefferson.
Ela começou sua carreira de escritora como poetisa, publicando seu primeiro trabalho Memphis & Peking (1974), editado por Toni Morrison, e coleções mais recentes. Everytime a Knot is Undone, a God is Released: Collected and New Poems 1974–2011 é o seu último, publicado em 2014.
Chase-Riboud continuou sua exploração literária sobre a escravidão e a exploração do povo africano com seus romances subsequentes. Valide: A Novel of the Harem (1986) examinou a escravidão no Império Otomano. Seu Echo of Lions (1989) foi um dos primeiros romances sérios sobre a histórica revolta do navio negreiro Amistad em 1839. Hottentot Venus: A Novel (2003) explora a vida de Saartjie Baartman, uma mulher Khoikhoi que foi exibida nua em shows de horrores na Europa do século XIX.
Em 1994, Chase-Riboud publicou The President's Daughter, uma obra que continuou a história de Sally Hemings, imaginando a vida dela e da filha mestiça de Jefferson, Harriet Hemings. Ela e todas as crianças eram sete oitavos europeus ou brancos por ascendência. Aos 21 anos, Harriet deixou Monticello, recebendo dinheiro de viagem de Jefferson por meio de seu superintendente, e foi para o norte. Ela se estabeleceu em Washington, DC, onde seu irmão Beverley já havia se estabelecido. Como ele, ela passou para a sociedade branca. Ela se casou com um homem branco, de acordo com suas cartas para seu irmão Madison Hemings. Madison foi o único dos quatro filhos sobreviventes de Hemings que viveu o resto de sua vida se identificando como afro-americano. Depois de se mudar de Ohio para Wisconsin em 1852, Eston Hemings e sua família adotaram o sobrenome "Jefferson" e passaram para a sociedade branca.

#### Sally Hemings: Um Romance
Em 1979, Chase-Riboud ganhou ampla atenção e aclamação da crítica por sua escrita com seu primeiro romance Sally Hemings. Foi baseado na vida da escrava quadroon de Thomas Jefferson com esse nome; ela era uma meia-irmã muito mais nova de sua falecida esposa e, segundo rumores, foi sua concubina por anos. No verão de 1974, Chase-Riboud se encontrou com a editora Jacqueline Onassis para discutir seus planos para o trabalho, e Onassis a convenceu a escrevê-lo. Baseado na biografia de Jefferson feita por Fawn M. Brodie, Chase-Riboud estava entre aqueles que acreditavam que Thomas Jefferson teve seis filhos com Hemings. A jovem escrava era quase 30 anos mais nova que o presidente e pouco havia sido documentado sobre sua vida.
Chase-Riboud foi a primeira escritora a apresentar um personagem fictício totalmente realizado de Sally Hemings, com uma rica vida interior. Finalmente Sally Hemings tinha voz. O público aceitou seu retrato e acreditou que tal mulher teve um relacionamento com Jefferson. Sally Hemings foi vívida como uma figura histórica americana. O livro de Chase-Riboud tornou-se um best-seller internacional, vendendo mais de um milhão de livros de capa dura, e ganhou o Prêmio Janet Heidinger Kafka de ficção por uma mulher americana.
Foi tão popular que a CBS planejou adaptá-lo como uma minissérie de TV. Mas os principais historiadores que ainda estavam "protejendo" Jefferson pressionaram o presidente William Paley para encerrar o esforço. Nenhuma adaptação foi feita na época.
Mas, mais de 20 anos depois, a CBS produziu Sally Hemings: An American Scandal (2000), uma minissérie feita para a TV que retratava o relacionamento de Hemings e Jefferson. Isso tem sido amplamente aceito desde que um estudo de DNA de 1998 mostrou uma correspondência entre um descendente de Hemings e a linhagem masculina de Jefferson.
Embora alguns críticos tenham discutido sobre a caracterização de Sally Hemings, "nenhum grande historiador desafiou a premissa da série de que Hemings e Jefferson tiveram um relacionamento de 38 anos que gerou filhos". A série apresentava uma bela atriz como Sally Hemings, já que relatos históricos concordavam com sua beleza. Também apresentou afro-americanos de uma variedade de tons de pele. A extensa família escravizada de Hemings era grande (Sally tinha cinco irmãos), e vários descendentes mestiços escravizados trabalhavam como escravos domésticos e artesãos em Monticello.
Uma retaguarda de historiadores de Jefferson continuou a negar a possibilidade de um relacionamento, mas em 2000 e 2001 a Thomas Jefferson Foundation em Monticello e a National Genealogical Society anunciaram independentemente suas conclusões de que Jefferson provavelmente foi o pai de todos os filhos de Hemings, com base em ambos os DNA e o peso de outras evidências históricas. Este consenso histórico foi refletido na escrita acadêmica sobre Jefferson e sua época. O Smithsonian Museum e Monticello colaboraram em uma exposição inovadora em 2012 em Washington, DC: Slavery at Jefferson's Monticello, que explorou Jefferson como proprietário de escravos e seis das principais famílias escravas. Dizia que Jefferson provavelmente era o pai de todos os filhos de Sally Hemings. A exposição foi vista por mais de um milhão de pessoas.

Chase-Riboud explorou as intrincadas relações entre as famílias Hemings e Jefferson. Como Sally Hemings era uma meia-irmã muito mais nova da falecida esposa de Jefferson (eles tinham o mesmo pai, John Wayles), ela era tia de suas duas filhas.
No lugar dos mitos cívicos que negam o início mestiço da América, Chase-Riboud se volta para a família Hemings para desvendar a presença histórica de relações inter-raciais anteriores à guerra e as possibilidades de uma comunidade multirracial pós-direitos civis.
Artistas, poetas e escritores têm explorado minuciosamente a relação Jefferson-Hemings desde então.

Em 1991, Chase-Riboud ganhou uma importante decisão de direitos autorais, Granville Burgess vs. Chase-Riboud. Ela entrou com uma ação contra o dramaturgo de Dusky Sally em 1987, pouco antes de uma produção estrear no Walnut Street Theatre, na Filadélfia. Ela disse que o trabalho dele violou os direitos autorais de seu romance Sally Hemings porque emprestou suas ideias ficcionais. O juiz Robert F. Kelly concluiu que, embora
leis não foram promulgadas para inibir a criatividade (...) uma coisa é inibir a criatividade e outra é usar a distinção ideia versus expressão como algo semelhante a uma defesa absoluta – sustentar que a proteção da lei de direitos autorais é negada por qualquer pequena alteração na ideia de outro escritor que resulte em uma expressão diferente."
Ele também disse,
a semelhança entre as duas obras é tão óbvia e tão sem remorso que um observador comum só pode concluir que Burgess sentiu que estava justificado em copiar 'Sally Hemings', ou pelo menos que não havia nenhum impedimento legal para fazê-lo, assumindo que algumas modificações foram feitas. "A decisão resultante constituiu uma vitória significativa para artistas e escritores, reforçando a proteção de ideias criativas mesmo quando expressas de forma ligeiramente diferente."

#### Chase-Riboud v.Dreamworks
Em 1997, Chase-Riboud resolveu um processo contra aDreamWorks por 10 milhões de dólares sob a acusação de violação de direitos autorais de seu romance sobre o motim de Amistad, Echo of Lions. A autora afirmou que o roteiro do filme Amistad (1997), de Steven Spielberg, plagiou seu romance sobre o assunto.
Foi finalmente estabelecido que David Franzoni, o único roteirista creditado em Amistad, passou três anos, começando em 1993, escrevendo um roteiro baseado no livro de Chase-Riboud, Echo of Lions. Isso foi feito por opção da Punch Productions de Dustin Hoffman. Franzoni afirmou que nunca leu o livro de Chase-Riboud, que ela vendeu para a produtora de Dustin Hoffman. Burt Fields, principal advogado da DreamWorks, era ao mesmo tempo, sem o conhecimento dos advogados de Chase-Riboud, acionista, advogado e membro do conselho da Punch Productions. Ele não desistiu do processo, mas retirou a Punch Productions da reclamação original. Franzoni nunca foi obrigado a testemunhar sob juramento. Ele pode ter transferido parte de seu pensamento para o roteiro de Amistad. Quando Chase-Riboud abriu um segundo processo contra a DreamWorks na França, a disputa foi rapidamente resolvida fora do tribunal por um valor não revelado dias antes do anúncio das indicações ao Oscar de 1998.

### Poesia
O primeiro trabalho de poesia de Chase-Riboud, "From Memphis & Peking" (1974), foi editado por Toni Morrison e publicado com aclamação da crítica. Seu volume de poesia, "Portrait of a Nude Woman as Cleopatra" (1987), ganhou o Prêmio Carl Sandburg em 1988. Em 1994, Chase-Riboud publicou Roman Egyptien, poesia escrita em francês. Em 2014, ela publicou "Everytime a Knot is Undone, a God is Released: Collected and New Poems 1974–2011". Ela contribuiu com o poema "Ode to My Grandfather at the Somme 1918" para a antologia de 2019 New Daughters of Africa, editada por Margaret Busby.

## Casamento e família
Em Paris, Chase conheceu Marc Riboud, um fotógrafo que fazia parte do grupo Magnum. Eles se casaram em 1961 no Natal em uma igreja. O casal teve dois filhos juntos, David Charles (n. 1964) e Alexis Karol Riboud (n. 1967). Eles viajaram extensivamente à Rússia, Índia, Grécia e Norte da África.
Anos depois eles se divorciaram. Em 1981, Chase-Riboud se casou com seu segundo marido, Sergio Tosi, um editor de arte e especialista.

## Legado e honras
- 1957: Bolsa John Hay Whitney.
- 1979: Prêmio Janet Heidinger Kafka de Excelência em Ficção por uma americana, por Sally Hemings.[19]
- 1988: Prêmio Carl Sandburg de Portrait of a Nude Woman as Cleopatra.[16]
- 1993: Doutorado honorário em Letras pelo Muhlenberg College.[12]
- 1995: Prêmio James Van Dar Zee pelo conjunto de sua obra.[20]
- 1996: Doutorado honorário em Letras pela Universidade de Connecticut.[12]
- 1996, nomeada cavaleira pelo governo francês e premiada com o Chevalier des Arts et des Lettres.[18]
- 1996: encomendada pela Administração de Serviços Gerais dos Estados Unidos para o memorial, Africa Rising, em Broadway 240, local do recém-designado African Burial Ground National Monument, próximo ao tribunal federal em Lower Manhattan.[13]
- 2004: Indicado ao Hurston-Wright Legacy Award (Ficção) por Hottentot Venus.[37]
- 2005: "Melhor Livro de Ficção de 2004" pelo Black Caucus da American Library Association por Hottentot Venus
- 2007: Caucus Feminino da College Art Association for Art Award pelo conjunto da obra.[38]
- 2007: Prêmio Alain Locke do Detroit Institute of Arts.[39]
- 2020: "Anonymous Was A Woman" da Fundação Rockefeller.[40]
- 2021: "Laureado do Prix d'Honneur" da AWARE.[41]
- 2021: "Laureado do Grand Prix Artistique de la Fondation Simone et Cino del Duca".[42]
- 2022: condecorada pelo governo francês e premiada com a "Legião de Honra".[43]

## Trabalhos selecionados

### Esculturas
- Last Supper (1958)[44]
- Bullfighter (1958)[3]
- Malcolm X (1970)
- Why Did We Leave Zanibar (1971)[45]
- Confession for Myself (1973)
- Cleopatra's Cape (1973)
- Africa Rising (1998)
- Mao's Organ (2008)

### Romances
- Sally Hemings: A Novel (1979). ISBN 978-0-312-24704-1/reimpresso em brochura, 2009
- Valide: A Novel of the Harem (1986). ISBN 978-0-688-04334-6 ISBN 978-0-688-04334-6
- Echo of Lions (1989). ISBN 978-0-688-06407-5 ISBN 978-0-688-06407-5
- The President's Daughter (1994). ISBN 978-0-345-38970-1 ISBN 978-0-345-38970-1/reimpresso em brochura, 2009
- Hottentot Venus: A Novel (2003). ISBN 978-0-385-50856-8 ISBN 978-0-385-50856-8
- The Great Mrs. Elias: A Novel (2022). ISBN 978-0-063-01990-4 ISBN 978-0-063-01990-4[46]

### Poesia
- From Memphis & Peking (1974). ISBN 978-0-394-48899-8 ISBN 978-0-394-48899-8
- Portrait of a Nude Woman as Cleopatra (1987). ISBN 978-0-688-06403-7 ISBN 978-0-688-06403-7
- Everytime a Knot is Undone, a God is Released (2014). ISBN 978-1-60980-594-4 ISBN 978-1-60980-594-4

### Livro de memórias
- I Always Knew: A Memoir (2022). ISBN 9780691234274 ISBN 9780691234274